# Anania bryalis
Anania bryalis är en fjärilsart som beskrevs av George Francis Hampson 1918. Anania bryalis ingår i släktet Anania och familjen gräsmott, Crambidae. Inga underarter finns listade i Catalogue of Life.